# Akademie der Künste (Berlin-Hansaviertel)

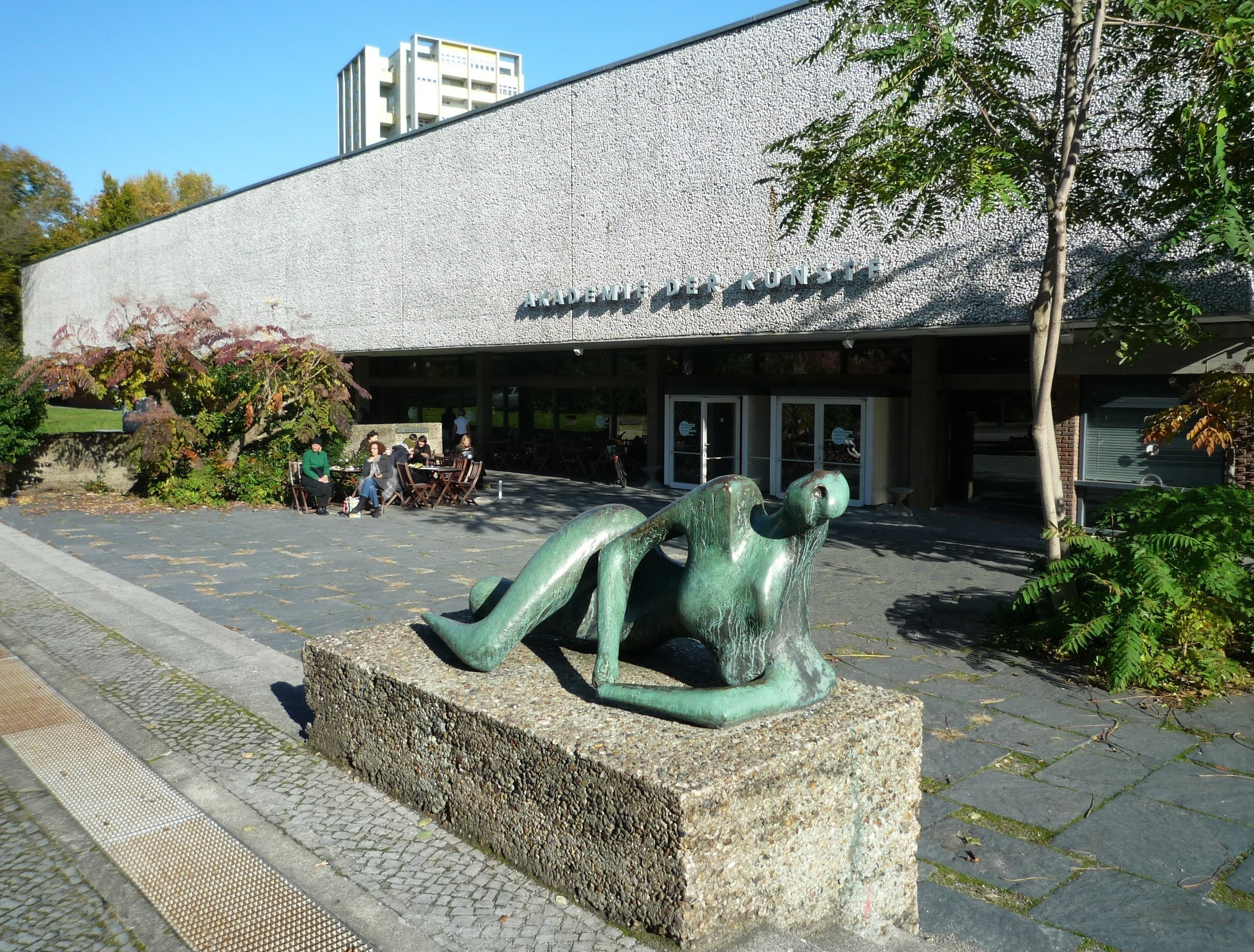
Der Haupteingang zum Ausstellungsgebäude. Vorn die Skulptur Die Liegende von Henry Moore

Die Akademie der Künste am Hanseatenweg 10 im Berliner Ortsteil Hansaviertel ist mit seinem Ensemble von Gebäuden und gärtnerischen Anlagen ein Standort der Akademie der Künste Berlin. Errichtet wurde der Komplex 1960 für die in West-Berlin in Konkurrenz zur Ost-Berliner Deutschen Akademie der Künste gegründete Akademie der Künste Berlin. Er steht vollständig unter Denkmalschutz.

## Zur Geschichte
Bezeichnung und Standort der 1696 gestifteten Kurfürstliche Akademie der Künste änderten sich in den folgenden Jahrhunderten mehrfach. Von 1907 bis 1938 hatte sie als Preußische Akademie der Künste ihren Sitz im von Ernst von Ihne umgebauten und erweiterten Palais Arnim am Pariser Platz in Berlin-Mitte, dann im Kronprinzenpalais. Infolge von dessen Zerstörung durch einen Luftangriff verlegte sie ihn am 13. April 1945 in das Gebäude der Hochschule der Künste in Charlottenburg im späteren britischen Sektor in West-Berlin.
Von dort aus betrieben nach Kriegsende ihr „Kommissarischer Verwalter“ (seit 1938) Georg Schumann und Alexander Amersdorffer (1875–1946), der 1909 Nachfolger Ludwig Justis im Amt des „Ersten Ständigen Sekretärs“ geworden war, die Wiederbelebung der Akademie. Mit dem Tod Amersdorffers im August 1946 endete jedoch diese Initiative ohne Ergebnis.
Im selben Monat begann Adolf Jannasch im Auftrag des SED-dominierten Berliner Magistrats, die „Wiedergründung“ der Akademie der Künste vorzubereiten. Seit dem November 1946 unterstützte auch die Deutsche Zentralverwaltung für Volksbildung der SBZ (DVV), aus der 1949 das Ministerium für  Volksbildung der DDR hervorging, das gesamtdeutsch angelegte Vorhaben. In diesem Sinn eröffnete am 24. März 1950 Ministerpräsident Otto Grotewohl die Deutsche Akademie der Künste.
In West-Berlin entstand 1954 in der Trägerschaft des Landes Berlin die selbstverwaltete Akademie der Künste mit ihrem Präsidenten Hans Scharoun. Die Akademien in Ost und West nahmen für sich in Anspruch, die Traditionslinie der früheren Akademie fortzuführen. Trotz großer Unterschiede in Strukturen und künstlerischen Auffassungen existierten in den folgenden Jahrzehnten Kontakte zwischen den beiden Institutionen, die ihre Ursachen in persönlichen Beziehungen und auch in Doppelmitgliedschaften hatten.

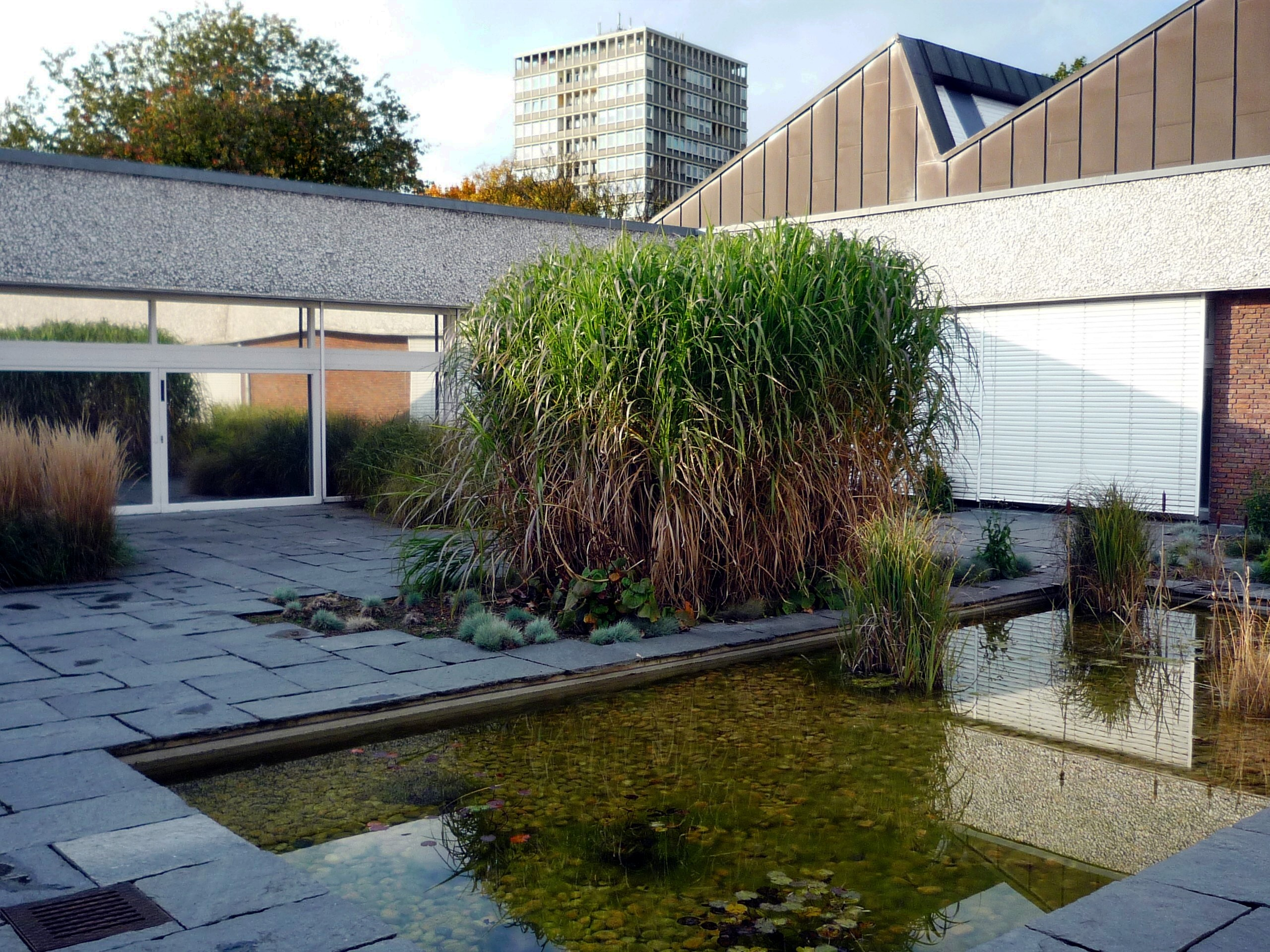
Innenhof im Obergeschoss

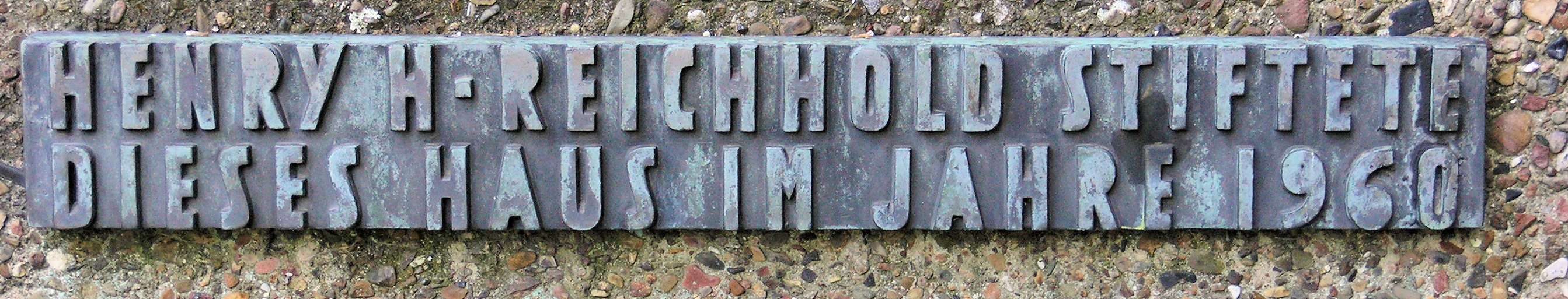
Gedenktafel für Henry Reichhold

Die Akademie der Künste (West) hatte ihren Verwaltungssitz zunächst in einer Villa in Berlin-Dahlem. Ausstellungen, Konzerte usw. fanden an unterschiedlichen Standorten in West-Berlin statt, für ein eigenes Veranstaltungsgebäude war kein Geld vorhanden. Das änderte sich durch eine private Stiftung von einer Million US-Dollar für den Bau eines neuen Akademiegebäudes. Geldgeber war der Industrielle Henry H. Reichhold, ein gebürtiger Berliner, der bis 1918 im Hansaviertel gelebt hatte und 1924 in die Vereinigten Staaten ausgewandert war. Bedenken des Landes Berlin wegen der Folgekosten wurden durch eine zusätzliche Stiftung ausgeräumt, mit der Henry Reichhold auch einen Großteil der Akademie-Veranstaltungen der ersten acht Jahre finanzierte.
Nach dem Fall der Berliner Mauer votierten beide Akademien gegen eine übereilte Zusammenlegung. Nach mehrjährigen, zum Teil heftigen Auseinandersetzungen innerhalb der Akademien und aufseiten der Politik, immer wieder begleitet von Protesten und Austritten von Mitgliedern, erfolgte 1993 der Zusammenschluss. Zum Hauptsitz der Akademie wurde der historische Standort am Pariser Platz bestimmt, den erforderlichen Neubau bezog man im Frühjahr 2005. Der Standort am Hanseatenweg blieb der Akademie als Ort für Ausstellungen und vielfältige kulturelle Veranstaltungen erhalten. Die dort vorhandenen Appartements und Ateliers werden Künstlern für ihre Arbeit zur Verfügung gestellt. In den Anfangsjahren wohnten hier für jeweils längere Zeit Ingeborg Bachmann, Samuel Beckett, Alexander Calder, Paul Celan, Walter Gropius, Hans Mayer, Henry Moore (von dem die Skulptur Die Liegende vor dem Eingang stammt), George Tabori und viele andere. Heute finden junge internationale Künstler im Förderprogramm „Junge Akademie“ am Hanseatenweg geeignete Voraussetzungen zum Wohnen und Arbeiten.

## Der Gebäudekomplex
Die Gebäude für die Akademie der Künste (West) liegen im Hansaviertel am Großen Tiergarten. 1957 hatte hier die Internationale Bauausstellung Berlin (Interbau) stattgefunden, als Demonstration moderner Architektur westlicher Prägung und als Gegenentwurf zum architektonischen Gestus der Ost-Berliner Stalinallee. Der Neubau der Akademie auf diesem Areal war damals noch nicht geplant. Er konnte erst realisiert werden, nachdem die Finanzierung durch die zweckgebundene Stiftung Reichholds geregelt war. Das Land Berlin stellte nun ein geeignetes Grundstück im Hansaviertel zur Verfügung. Als leitender Architekt war Werner Düttmann tätig, in Zusammenarbeit mit der Architektin Sabine Schumann und anderen. Am 18. Juni 1960 wurde die Anlage eröffnet. Der Baukomplex ist ein repräsentatives Beispiel für den Brutalismus, er fügte sich nahtlos ein in die architektonische Qualität des Hansaviertels, für das Düttmann zuvor schon das Bibliotheksgebäude entworfen hatte. Der Architekt wurde Direktor der Abteilung Baukunst der Akademie und war von 1971 bis zu seinem Tod 1983 ihr Präsident. Der seit 2006 amtierende Akademiepräsident Klaus Staeck beschrieb in einer Rede Düttmanns Absicht, dem öffentlichen Charakter der Akademie ein Element des Privaten gegenüberzustellen:

„Für diesen Zweck hatten Düttmann und Rossow [der Gartenarchitekt] dieses Haus einst wie ein weltliches Kloster, mit Gängen und Gärten und Appartements, als einen Ort des Rückzugs angelegt. Eine Art geistiges und architektonisches Anti-Event-Konzept.“

Düttmann selbst nannte seinen Bau eine „klare, unpathetische Kiste“.

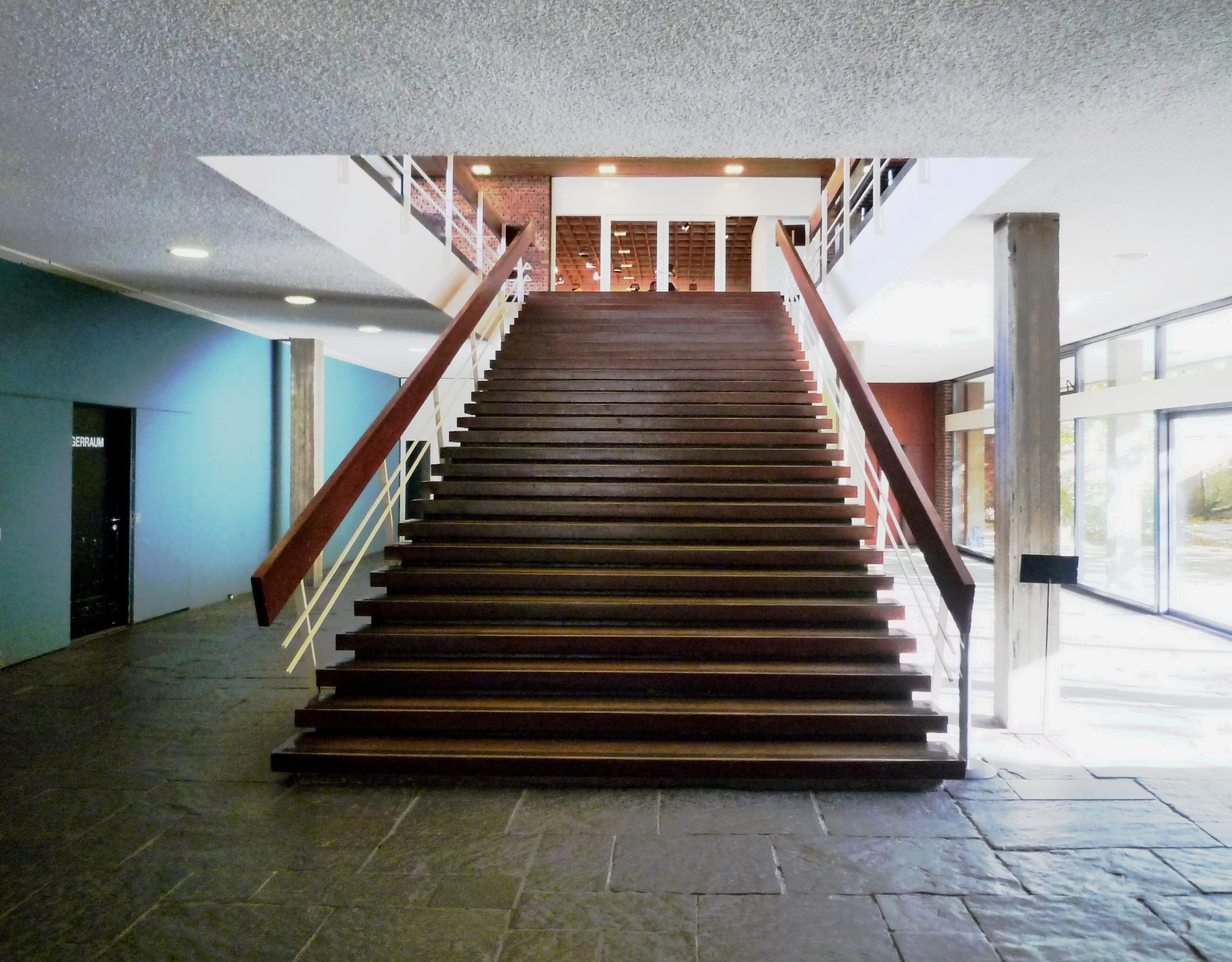
Treppe zu den Ausstellungsräumen
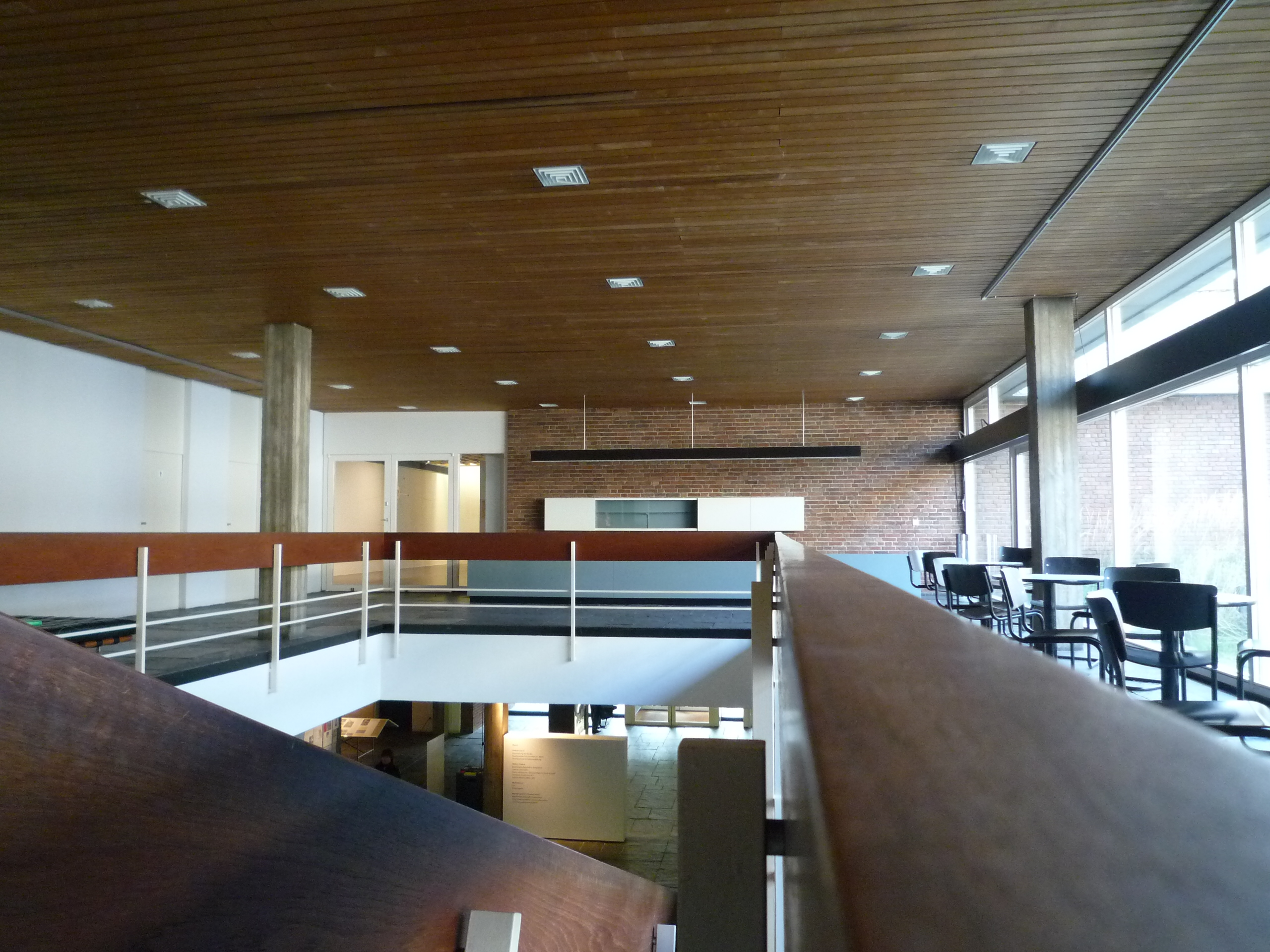
Interieur im Obergeschoss
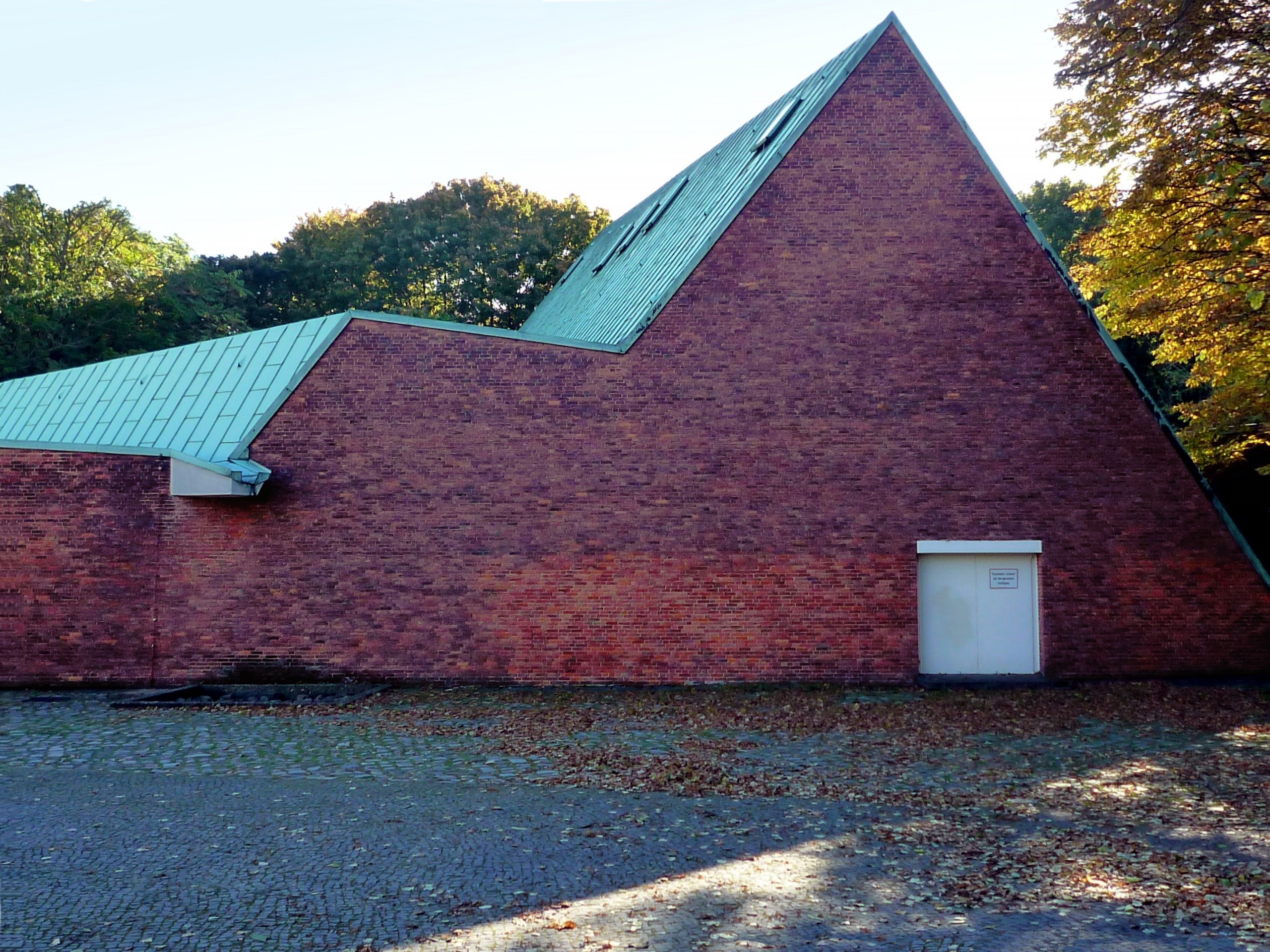
Studiogebäude, Nordseite

Das Raumprogramm ergab sich aus den Vorgaben der Akademie für deren künftige Arbeit. Düttmann entwickelte danach nicht einen einzigen, geschlossenen Baukörper, sondern ein Ensemble aus drei, auch äußerlich deutlich unterschiedlichen Bauteilen. Der Straße zugewandt ist ein heller Kubus für den Ausstellungsbetrieb, mit Foyer, Gartenhof und Werkstätten im Erdgeschoss; im Obergeschoss sind drei Ausstellungshallen um einen bepflanzten Innenhof gruppiert. Südlich davon steht das ‚Studio‘, ein Mehrzweckbau aus rotem Backstein mit schrägen, tief herabgezogenen grünen Kupferdächern, konzipiert für Vorträge, Filme, Theateraufführungen und ähnliche Veranstaltungen, dazu kommt eine Kinemathek. Etwas abseits des Publikumsbereichs, im Osten des Geländes, entstand ein fünfgeschossiges Gebäude mit Ateliers und Appartements für Gäste, mit Konferenzräumen, Bibliothek und Büros für die interne Arbeit der Akademie. Die drei Teile der Anlage sind durch Foyers und verglaste Gänge miteinander verbunden. Als gemeinsame, markante Materialien wurden handgefertigte Ziegel, Waschbeton mit Zusatz von weißen Flusskieseln, Schieferplatten und brasilianisches Kiefernholz verwendet.
Walter Rossow, der schon die Gesamtleitung für die Gestaltung der Grünräume im Hansaviertel hatte, übernahm die Planung der Grünanlagen in der Akademie und in ihrer unmittelbaren Umgebung. Er bestimmte die artenreiche Bepflanzung für die inneren und äußeren Gartenhöfe der Akademie und entwarf die nahe gelegenen Wege mit ihrem unregelmäßigen Belag aus rauen Schieferplatten. Seine Arbeit verstand er als Prozess, bei dem sich durch Pflanzenwachstum das Erscheinungsbild im Lauf der Jahre verändert.

## Sanierung
Gegen Ende der 1980er Jahre, nach etwa 30-jähriger intensiver Nutzung, waren umfangreiche Sanierungsmaßnahmen geplant. Nach dem Zusammenschluss der Akademien flossen jedoch alle freien Mittel für Baumaßnahmen zunächst in den Neubau am Pariser Platz. Erst 2009 ergab sich der finanzielle Spielraum für die notwendigen Arbeiten am Hanseatenweg, die 2011 durchgeführt wurden. Im Mittelpunkt der Sanierung standen die Komplexe Energie und Brandschutz sowie die Veranstaltungstechnik. Die Gesamtkosten betrugen rund 6,2 Mio. Euro. Anfang September 2011 konnte das Akademie-Gebäude am Hanseatenweg mit einem Schwerpunktprogramm zu John Cage feierlich wiedereröffnet werden.